# كوكوبونجي (كاغاوا)
كوكوبونجي (باليابانية:国分寺町؛ وتلفظ: كوكوبونجي-تشو) هي بلدة تقع في مقاطعة اياوتا، محافظة كاغاوا في اليابان.
مساحتها (26.25 كلم2) وعدد سكانها عام 2003، بلغ (23,743 نسمة) بكثافة سكانية تصل إلى (904.5 شخص/كلم2).
في 10 يناير 2006، تم دمج بلدة كوكوبونجي مع آجي وموري (من مقاطعة كيتا) وبلدتي كاغاوا وكونان (من مقاطعة كاغاوا) مع مدينة تاكاماتسو ولم تعد هذه البلدات كيانات مستقلة.

## اقرأ ايضاً
- مدن اليابان
- مدن اليابان الخاصة
- مقاطعات اليابان
- معبد محلي (اليابان)

## روابط خارجية
- الموقع الرسمي لمدينة تاكاماتسو (باللغة اليابانية).